# Jerry Jeudy
Jerry Davarus Jeudy (geboren am 24. April 1999 in Deerfield Beach, Florida) ist ein US-amerikanischer American-Football-Spieler auf der Position des Wide Receivers. Er spielte College Football für die University of Alabama und gewann 2018 den Fred Biletnikoff Award. Seit 2024 spielt Jeudy für die Cleveland Browns in der National Football League (NFL). Zuvor spielte er vier Jahre lang für die Denver Broncos, die ihn in der ersten Runde des NFL Draft 2020 ausgewählt hatten.

## College
Jeudy spielte drei Jahre lang an der University of Alabama College-Football als Wide Receiver. Als Freshman fing er 14 Pässe für 264 Yards und zwei Touchdowns und gewann mit der Crimson Tide das  College Football Playoff National Championship Game. Seinen Durchbruch schaffte er in seiner zweiten Saison mit einem Raumgewinn von 1315 Yards und 14 erzielten Touchdowns. Jeudy gewann 2018 den Fred Biletnikoff Award, mit dem der beste Wide Receiver im College Football ausgezeichnet wird. Darüber hinaus wurde er zum Consensus All-American gewählt. In seinem letzten Jahr am College konnte er seine Leistungen bestätigen (1163 Yards Raumgewinn und 10 Touchdowns) und sich damit für die amerikanische Profiliga NFL empfehlen.

## NFL
Jeudy wurde bei dem NFL Draft 2020 von den Denver Broncos in der ersten Runde an der 15. Stelle ausgewählt. Auf der Position des Wide Receivers wurde vor ihm nur sein ehemaliger Teamkollege, mit dem er zusammen an der University of Alabama gespielt hatte, Henry Ruggs III gedraftet. Erstmals in der Geschichte des NFL Drafts wurden in der Top 15 eines Drafts zwei Receiver eines Colleges ausgewählt. In seine Rookie-Saison (2020) ging Jeudy als wichtiger Baustein der jungen Passing-Offense der Broncos neben Mitspielern wie Drew Lock, Courtland Sutton, K. J. Hamler und Noah Fant. Als Rookie fing Jeudy 52 Pässe für 856 Yards und zwei Touchdowns.
Beim ersten Spiel der Saison 2021 gegen die New York Giants, welches die Broncos mit 27:13 gewannen, verletzte er sich am Oberschenkel und wurde daraufhin auf die Injured Reserve List gesetzt. Er kehrte am achten Spieltag zurück.
Im März 2024 gaben die Broncos Jeudy im Austausch gegen einen Fünft- und einen Sechstrundenpick 2024 an die Cleveland Browns ab.

### NFL-Statistiken
| 2020                               | Denver Broncos   | 16 | 14 | 52  | 856  | 16,5 | 92 | 3  | 2 | 0 |
| 2021                               | Denver Broncos   | 10 | 5  | 38  | 467  | 12,3 | 40 | 0  | 1 | 0 |
| 2022                               | Denver Broncos   | 15 | 14 | 67  | 972  | 14,5 | 67 | 6  | 0 | 0 |
| 2023                               | Denver Broncos   | 16 | 11 | 54  | 758  | 14,0 | 47 | 2  | 1 | 0 |
| 2024                               | Cleveland Browns | 17 | 16 | 90  | 1229 | 13,7 | 89 | 4  | 0 | 0 |
| Total                              | Total            | 74 | 60 | 301 | 4282 | 14,2 | 92 | 15 | 4 | 0 |
| Quelle: pro-football-reference.com |                  |    |    |     |      |      |    |    |   |   |